# Úzvölgyi katonai temető
Az úzvölgyi katonai temető egy Székelyföldön található temető, amely az első világháború idején jött létre. A temetőben főként magyar honvédek vannak eltemetve.

## Története

### Az első világháborútól a trianoni békeszerződésig
1916. augusztus 27-én Románia hadat üzent az Osztrák–Magyar Monarchiának. Úzvölgye térségébe a magyar királyi 61. honvéd gyaloghadosztályt vezényelték ki. Feladatuk a román hadsereg előrenyomulásának lassítása volt. A monarchia német szövetségese Erich von Falkenhayn vezetésével vereséget mért a román hadseregre Hátszegnél, Nagyszebennél, Persánynál, végezetül Brassónál. Ennek következtében október 14-re kiűzték a Magyar Királyság területéről a román csapatokat. Október 15-én a magyar honvédek átlépték a határt, és megindultak Dormánfalva irányába. Itt azonban komoly ellenállásba ütköztek. A magyarok még október 24-ig indítottak támadásokat, de Dormánfalvát nem sikerült elfoglalni. A támadások során mindkét fél komoly veszteségeket szenvedett. Október 28-ig német, illetve orosz erősítés érkezett a két félnek. 1916 novemberétől a román egységeket az orosz hadsereg váltotta fel. 1918-ig még voltak összecsapások, de ekkor román katona már nem, csak osztrák–magyar, német és orosz katona harcolt. A központi hatalmak 1918. március 3-án aláírták a breszt-litovszki békeszerződést az oroszokkal, így az orosz katonákat hazarendelték. 1918. március 5-én a németek békét kötöttek Romániával, majd május 7-én aláírták a bukaresti békét.
1916. október 17-én temették el az első katonát, Ozswald János honvédet a temetőben. 1917. március 28. és augusztus 8. között vázlatrajz készült a temetőről.

### A trianoni békeszerződéstől a második világháború végéig
A trianoni békeszerződés következtében Erdélyt és így a temetőt is Romániához csatolták. A román Hősök Kultusza Társaság 1926-27-es vázlata alapján 1197 katona volt a temetőben eltemetve. A vázlat alapján eredetileg 350 magyar katona volt eltemetve, de más temetőkből még 847 katonát helyeztek el. Magyar katonák tekintetében az ott nyugvó 350 mellé a forrás 108 ismert és 336 ismeretlen magyar katona betemetését jelzi. Így ekkor összesen 794 magyar (66%) nyughelye volt a temető. Ezen kívül említenek még 121 németet, 22 oroszt, 3 szerbet, 2 osztrákot és 2 olaszt. Az irat további 242 hősi halott meghatározhatatlan nemzetiségű katonáról ír. (Olasz források szerint a temetőben folyó munkálatokkal egy időben a 2 olasz katonát exhumálták, és a bukaresti olasz központi katonatemetőbe temették át.)
A második bécsi döntést követően, 1940 augusztusában Erdély és így az úzvölgyi temető ismét a Magyar Királyság részévé vált egészen 1944. augusztus 26-ig, amikor a szovjet Vörös Hadsereg el nem foglalta azt.

### A második világháború végétől napjainkig
A II. világháború után évtizedeken keresztül a temető állapota fokozatosan romlott. A sírjelek eltűntek, az emlékművek egy része az enyészetté vált. Egy 1988-ban készített román felmérés szerint a temetőben 1306 halott volt eltemetve. Ezek szerint a második világháborúban vagy azt követően több betemetés is történt az 1916-ban kialakított hősi temetőben.
Az 1990-es évek elején a temetőben már alig voltak fellelhetők az eredeti sírjelek, emlékművek és a temetőt körülvevő kerítés elemei. 1994-ben a II. világháború magyar hősi halottaira emlékeztető emlékművet készítettek a Sóvető-patakból származó sziklákból.
2011-ben egy felújítás kezdődött, amelyet Csíkszentmárton önkormányzata helyi szervezetekkel valósított meg. Ennek első lépésében 50 fakeresztet helyeztek ki a temetőben, emlékeztetve az I. világháborús magyar hősi halottakra.
2012–2015 között újabb 550 fakeresztet helyezett el az önkormányzat jelentős magyarországi anyagi támogatással. A 600 darabra szaporodott fakeresztekre nem voltak nevek írva, és nem tartalmaztak Magyarországra, magyar katonákra utaló jelképeket. A keresztek kihelyezésekor nem volt egyértelműen meghatározható a sírhelyek pontos régi helyzete, ezért azok nem pontosan az egykor eltemetett katonák fölé kerültek. Így a temető egy emlékpark képét mutatta, ahol a keresztek minden ott eltemetett katonára emlékeztetnek. A keresztek kihelyezésével egy időben a kerítés út felé eső részét is felújították.
2019-ig egyetlen egy romániai kormány, hivatalos szerv vagy szervezet sem fordított anyagi támogatást a temető gondozására.

## Az úzvölgyi incidens

### Előzmények
2019 áprilisában a szomszédos megye Dormánfalva településének polgármestere a magyar katonák sírjain román parcellákat hozott létre, melyekben ötvenegy betonkeresztet állíttatott ismeretlen román katonáknak, valamint egy kelta keresztes emlékművet. Annak ellenére emeltették az ötvenegy betonkeresztet, hogy a rendelkezésre álló legújabb bizonyítékok alapján a temetőben egy, maximum két román katona van eltemetve. A betonkeresztek felavatását május 17-re hirdette meg Constantin Toma dormánfalvi polgármester. A polgármester május 10-én pénteken bejelentette, hogy június 6-ra halasztják el a román emlékmű felavatását.

### Az incidens
Június 6-án, csütörtökön a románok megemlékezést szerveztek a temetőbe, ahol ortodox pópák megszentelték a jogellenesen felállított román emlékművet. A magyarok ez ellen tiltakozva imádkozva élőlánccal próbálták megakadályozni a románok bejutását. A románok a magyar élőláncot egy oldalsó kapun át megkerülték. A román csendőrség sem tudta megakadályozni a románok behatolását. Ezután a főkaput hátulról is ostromolni kezdték, így a románok minden oldalról áttörve bejutottak. A bent lévő románok elkezdték kövekkel dobálni a magyarokat, eközben magyarellenes szövegeket mondtak, néhány magyar sírt pedig megrongáltak. A magyarok ezután elmentek a helyszínről, a románok pedig felavatták az emlékművet.

### Következmények
Az ezt követő napokban az esemény országos felháborodást keltett. Több tüntetést is szerveztek az eset ellen Székelyföldön és Magyarországon is. Szijjártó Péter tárgyalást szervezett Teodor Meleşcanuval, és bekérette a budapesti román nagykövetet is, aki azonban megtagadta ezt. A Mi Hazánk Mozgalom követelte a román nagykövet kitiltását Magyarországról. Dormánfalva önkormányzata szerint 11 román katona van a temetőben. A 11 közül 8 azonosított és 3 azonosítatlan volt. A 8 azonosított közül 5 magyar állampolgár volt, 1 pedig orosz származású. Így összesen 2 ismert és 3 ismeretlen román halott lehet a temetőben.

Az utolsó, akkor 95 éves úzvölgyi veterán, Barta Mihály azt mondta:

„Szégyen, gyalázat, hogy ezt kellett megélnem. Román sír ott sohasem volt.”

Kolozsváron június 8-án románok és magyarok együtt tüntettek az esemény ellen. A román szervező szerint „azok állnak a háttérben, akik el akarják terelni a figyelmet arról, hogy nem működik az igazságszolgáltatás, a tanügy, az egészségügy, nincsenek autópályák”.
A betonkereszteket végül 2023 június végén elbontották, ám július 8-án román nacionalisták (a Nemzet Útja egyesület) 150 fakeresztet helyeztek el a betonkeresztek helyén.